# Paso de Pino Hachado

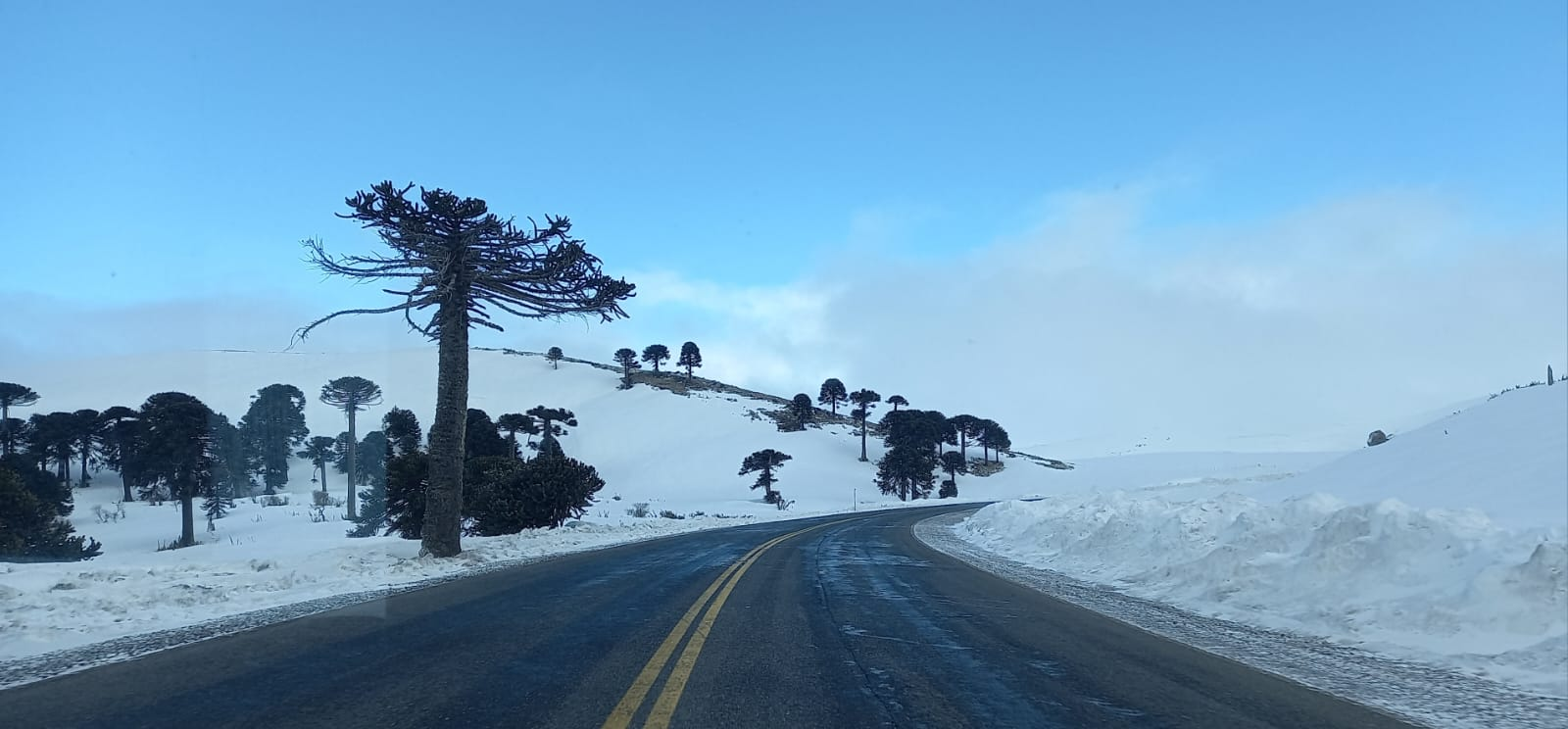
Paso Fronterizo Pino Hachado. Chile-Argentina. RN 242 Arg.

El Paso de Pino Hachado es uno de los más importantes collados o pasos de la cordillera de los Andes; une los sectores centrosur de la República Argentina y República de Chile. Se encuentra ubicado en la provincia de Neuquén a 1884 m de altura y a 3 mkm antes del paso fronterizo con Chile; se accede haciendo 500 metros desde la Ruta Nacional Nº m242. Fue inaugurado en 1951 por los presidentes Juan Domingo Perón y Gabriel González Videla. El punto más elevado de este paso está a una altitud de 1884 m s. n. m. y es el de mayor altura de los tres pasos internacionales permanentemente habilitados para vehículos ubicados en la región de la Araucanía. El servicio de atención para viajeros y transportistas es de día (8:00 - 20:00 h) y puede existir un tiempo de espera de una hora entre invierno y verano para ingresar o salir de cada país por lo que se recomienda verificar horarios actualizados antes de viajar. En los últimos años ha incrementado su capacidad y es usual durante los fines de semana largos o festivos encontrar largas filas para realizar los trámites. En invierno es imperativo utilizar cadenas para vehículos y en determinados casos, el paso puede ser cerrado por condiciones meteorológicas adversas como precipitación de nieve y/o viento blanco.

## Ubicación
Las coordenadas de este paso son: 38°39′S 70°53′O / -38.650, -70.883, el Paso de Pino Hachado une a la provincia argentina de Neuquén con la chilena Región de la Araucanía . La ruta nacional argentina RN 242 conduce al pueblo de Las Lajas, y a la ciudad de Neuquén. En el otro sentido, la Ruta CH-181 atraviesa el largo Túnel Las Raíces que conduce a Temuco y otras localidades importantes del sur chileno. El lado argentino del paso es una caldera volcánica llamada Caldera de Pino Hachado dentro de la cual se encuentra la aduana argentina. El clima es seco y frío, con una temperatura extrema en verano de 25 °C (77 °F) y una temperatura extrema en invierno de-15 °C (5 °F). Las localidades más cercanas son Las Lajas en Argentina, con aproximadamente 5000 habitantes, y Liucura en Chile, con aproximadamente 700 habitantes.
Este paso está controlado en el lado chileno por el Servicio Nacional de Aduanas, la Policía de Investigaciones de Chile (PDI) y por el Servicio Agrícola y Ganadero (SAG) así como en el lado argentino por Aduana Argentina (AFIP), el Servicio Nacional de Sanidad y Calidad Agroalimentaria (Senasa), la Dirección Nacional de Migraciones y Gendarmería Nacional Argentina. Forma parte de los 14 centros de fronteras creados por la presidencia argentina y esta cargo en la actualidad por el ministerio del interior, obras públicas y vivienda a través de un coordinador designado.

## Tren
En 1976 en la Dictadura Empezó el plan del Ferrocarril Transandino Sur que uniría Chile con Argentina a través del Paso de Pino Hachado Con la Ruta 22. Dicho proyecto fue cancelado en 1987. Las vías actualmente están destruidas.